# Глиница (Мозырский район)
Глиница (бел. Глі́ніца) — деревня в Осовецком сельсовете Мозырского района Гомельской области Республики Беларусь.
На западе граничит с лесом.

## География

### Расположение
В 50 км на запад от Мозыря, 20 км от железнодорожной станции Муляровка (на линии Лунинец — Калинковичи), 184 км от Гомеля.

### Гидрография
Граничит с водохранилищем Глиницкое (на реке Сколодина).

## Транспортная сеть
Транспортные связи по автомобильной дороге Мозырь — Петриков. Планировка состоит из длинной прямолинейной улицы, ориентированной с юго-востока на северо-запад, к которой с юга присоединяются криволинейная улица и 3 переулка. Застройка двусторонняя, преимущественно деревянная, усадебного типа. В 1986- 94 годах построены кирпичные дома на 50 семей, в которых разместились переселенцы из загрязнённых радиацией мест после катастрофы на Чернобыльской АЭС 1986 года.

## История
Обнаруженные археологами городища (1,5 км на северо-восток от деревни, на южном берегу водохранилища Глиницкое) и городище (2 км на юго-запад от деревни, на берегу озера Святое) свидетельствуют о заселении этих мест с давних времён. По письменным источникам известна с конца XVII века. (обозначена на карте Минского воеводства конца XVII — начала XVIII века). Находилась во владении иезуитов, затем казны, а в 1777 году продана виленскому епископу И. Масальскому.
После 2-го раздела Речи Посполитой (1793 год) в составе Российской империи. В 1879 году обозначена как село в Скрыгаловском церковном приходе. В 1906 году открыта школа, которая размещалась в наёмном крестьянском доме. В 1908 году в Слобода-Скрыгаловской волости Мозырского уезда Минской губернии.
С 26 июля 1930 года до 16 июля 1954 года центр Глиницкого сельсовета Петриковского района Мозырского (до 26 июля 1930 года и с 21 июня 1935 года по 20 февраля 1938 года) округа, с 20 февраля 1938 года Полесской, с 8 января 1954 года Гомельской областей.
В 1929 году организован колхоз. Во время Великой Отечественной войны в декабре 1942 года оккупанты полностью сожгли деревню. 44 жителя погибли на фронте, а 10 человек в партизанской борьбе. Согласно переписи 1959 года в составе совхоза «Осовец» (центр — деревня Осовец). Действуют лесничество Мозырского лесхоза, средняя школа, Дом культуры, библиотека, фельдшерско-акушерский пункт, детский сад, отделение связи, магазин.

## Население

### Численность
- 2004 год — 174 хозяйства, 414 жителей.

### Динамика
- 1834 год — 35 дворов.
- 1897 год — 59 дворов 368 жителей (согласно переписи).
- 1908 год — 428 жителей.
- 1917 год — 514 жителей.
- 1925 год — 84 двора.
- 1940 год — 144 двора, 722 жителя.
- 1959 год — 595 жителей (согласно переписи).
- 2004 год — 174 хозяйства, 414 жителей.

## Достопримечательность
- Городище-1 периода раннего железного века, V век до н.э. – V век н.э., 2,5 км на запад от деревни, 0,35 км на юго-запад от озеро Святое, у лесу —  Историко-культурная ценность Республики Беларусь, шифр 313В000519.
- Печь для производства древесного угля, XVII–XIX вв., 0,9 км на северо-востоке от деревни, 0,4 км на восток от озера Глиницкое, у лесу —  Историко-культурная ценность Республики Беларусь, шифр 313В000520.